# 丙烯酸系樹脂
丙烯酸系樹脂（acrylic resin）是一組製備自“與丙烯酸相關原料”的熱塑性塑料或熱固性塑料；通常衍生自丙烯酸、甲基丙烯酸、丙烯酸酯类单体、甲基丙烯酸酯类单体。
丙烯酸系树脂可應用於丙烯酸類樹脂漆、紡織品整理劑、粘合劑、與黏土黏合、可以修正紙張錯誤。另一種丙烯酸類樹脂是聚甲基丙烯酸甲酯，它是用來提高各種透光性能的硬質塑料。

## 公式
丙烯酸類樹脂是通過化學反應產生的，通過聚合起始劑和熱施加到單體中任一項的塑膠（樹脂）的通用術語。從甲基丙烯酸甲酯單體（MMA）聚合的樹脂的化學名稱為聚甲基丙烯酸甲酯（PMMA）。MMA是無色透明的流體物質，PMMA的主要特點之一是它的高的透明度。憑藉其高耐候性，它可以持續使用30多年、它不容易變黃或崩潰、可以暴露在陽光下。不僅用於在水族館的透明窗口，也應用在各種物品，如招牌，便利店等地方，汽車的尾燈，浴缸襯墊，水槽，手機顯示螢幕，用於液晶顯示器（LCD）的背光源的光波導和聚甲基丙烯酸甲酯等等。

## 優點
丙烯酸類樹脂的優點是：
- 強的染色保護（可洗）
- 耐水性
- 更好的粘附
- 更好的隔絕物( 捷聯 )
- 抗開裂，起泡性更好
- 抗鹼性清潔劑

## 目前的市場預測
全球丙烯酸樹脂需求大約1,450億美元，2011年年均增長速度為4-5％，丙烯酸樹脂市場，預計到2020年將達到166億美元，到2014年為22億美元。丙烯酸類樹脂，因為其出色的化學特性和獨特的美學性能使其有很大範圍內的應用。目前最多的需求來自於汽車和醫療設備市場、油漆和塗料、粘合劑和密封膠和建築及建築丙烯酸樹脂的主要應用市場。

## 更多
- 腈纶纤维
- 丙烯酸酯橡胶